# Liste des évêques de Coutances
Liste des évêques du diocèse de Coutances (jusqu'en 1854) :

## Premiers évêques

### Liste traditionnelle (Ve–Xesiècles)
- Saint Éreptiole (Ereptiolus), v. 430-473
- Saint Exupère (Exupérus ou Exuperatus), v. 473-500 : peut-être le même que l'évêque de Bayeux
- Saint Léoncien (Leontianus), v. 500-512, il participe en 511 au premier concile d’Orléans[1].
- Saint Possesseur (Possessor), v. 512-523
- Saint Laud ou Lô (Laudus ou Lauto), v. 525-565, présents aux conciles d'Orléans en 533, 538, 549. Fête : le 22 septembre.
- Saint Romphaire (Rumpharius ou Romacharius), v. 566-600, cité par Venance Fortunat en 586
- Saint Ursin (Ursinus) (?), une ancienne commune de la Manche porte son nom : Saint-Ursin à Saint-Jean-des-Champs
- Saint Ulphobert (Ulfobertus), v. 600-610
- Saint Lupicin (Lupicinus), v. 610-640
- Nepus (?) : un homonyme fut évêque d'Avranches (v. 511-533)
- Saint Cairibon, v. 640-650, cité en 650 (concile de Chalon-sur-Saône)
- Saint Waldomar ou Baldomer (Waldomarus), v. 650-660
- Saint Huldéric(Ulfobertus), v. 660-674
- Saint Fromond, 677-690, fondateur en 679 du monastère du Ham
- Saint Wilbert ou Aldebert (?)
- Saint Agathée (Agatheus), également comte Nantes et de Rennes et évêque des mêmes lieux (cf. liste des évêques et archevêques de Rennes et liste des évêques de Nantes)[1].
- Livin (?)
- Wilfride (?)
- Josué (?)
- Léon (?)
- Angulon (?)
- Hubert (?)
- Willard, v. 820-840, cité en 829 et 835
- Erloin ou Herluin, v. 840-862, attesté de 843 à 862
- Sigenand ou Séginand, v. 862-880, attesté de 866 à 876
- Lista (Listus ou Lista), v. 880-888/890[note 1]
- Raguenard, v. 898-?
- Herlebaud (Erleboldus), cité en 906
- Agebert (?)

### Exil à Rouen (v.911-1025)
- Thierry (Théodoricus), v. 911 : s'installe à Rouen à cause des incursions Vikings
- Herbert (?)
- Saint Algeronde, martyr (par confusion peut-être avec l'évêque de Coutances tué à Saint-Lô en 890
- Gillebert (?)
- Hugues Ier, v. 989-1025

## Périodes médiévale et moderne
- Herbert, v. 1025-1026, quitte Rouen, s'installe à Saint-Lô.
- Robert Ier, v. 1026-1048, ancien évêque de Lisieux.
- Geoffroy de Montbray, 1049-1093, quitte Saint-Lô pour Coutances.
- Raoul, 1093-1110.
- Anthony de Suson (in 1111)[3].
- Roger, v. 1114-1123.
- Richard de Brix (alias de Bruce), 1124-1131.
- Algare (Algarus, Algardus ou Algarius), 1132-1151.
- Richard de Bohon, 1151-1179.
- Guillaume de Tournebu, 1184-1202.
- Vivien de l'Étang (de l'Estang), 1202-1208.
- Hugues de Morville, 1208-1238, principal restaurateur de la cathédrale Notre-Dame de Coutances.
- Gilon, ou Gilles de Caen, 1246-1248.
- Jean d'Essay, 1251-1274.
- Eustache Le Cordelier, 1282-1291.
- Robert d'Harcourt, 1291-1315, fondateur de l'ancien collège d'Harcourt à Paris.
- Guillaume de Thieuville, 1315-1345.
- Louis Herpin d'Erquery, 1346-1370.
- Sylvestre de La Cervelle, 1371-1386.
- Nicolas de Tholon (alias de Toulon), 1386.
- Guillaume de Crèvecœur, 1386-1408, non résident (aumônier du duc de Bourgogne Philippe le Hardi).
- Gilles Deschamps, 1408-1413, cardinal en 1411.
- Jean de Marle, 1413-1418.
- Pandolphe de Malatesta (italien), 1418-1424, présent au concile de Constance, transféré ou mort en 1424.
- Philibert de Montjeu, 1424-1439, présent au concile de Bâle.
- Gilles de Duremort, 1439-1444, ancien juge au procès de Jeanne d'Arc.
- Giovanni Castiglione (Italien), 1444-1453, non résident, transféré à Pavie, cardinal en 1456.
- Richard Olivier de Longueil, 1453-1470, cardinal en 1462.
- N. Maffei (italien), 1470, abbé de Saint-Antoine de Vienne, nommé puis écarté par son successeur.
- Benoît de Montferrand, 1470-1476, abbé de Saint-Antoine de Vienne, échange le diocèse de Lausanne avec son successeur.
- Julien de La Rovère (Italien : della Rovere), 1476-1477, non résident, cardinal, pape en 1503 sous le nom de Jules II.
- Galéas de La Rovère (Italien : della Rovere), 1477-1478, non résident, transféré à Agen.
- Geoffroy Herbert, 1478-1510, premier président du parlement de Normandie (ancien échiquier de Normandie) en 1499.
- Adrien Gouffier de Boisy, 1510-1519, cardinal.
- Bernardo Dovizi da Bibbiena (Italien), 1519-1520, cardinal, légat en 1518, peint par Raphaël, démissionnaire en 1519.
- René de Bresche de La Trémoïlle, 1519-1529, abbé de Flavigny.
- Philippe de Cossé-Brissac, 1530-1548, non résident.
- Payen Le Sueur d'Esquetot, 1549-1551, mort à Paris.
- Étienne Martel de Bacqueville, 1552-1560.
- Arthur de Cossé-Brissac, 1560-1587.
- Lancelot Goyon de Matignon, 1587-1588, mort dix jours après sa nomination.
- Nicolas de Briroy, 1588-1621, sacré en 1596 seulement. Il est nommé par le roi Henri III le 29 octobre 1588, mais sacré seulement le 7 décembre 1596, après délivrances des bulles papales[4].
- Guillaume Le Blanc, 1621, mort avant son sacre.
- Jacques de Carbonnel, 1621, non sacré, renonce.
- Nicolas Bourgoin, 1622-1625.
- Léonor Ier Goyon de Matignon, 1627-1646, transféré à Lisieux.
- Claude Auvry, 1646-1658, trésorier de la Sainte-Chapelle, héros du Lutrin de Boileau.
- Eustache Le Clerc de Lesseville, 1658-1665.
- Charles-François de Loménie de Brienne, 1666-1720.
- Léonor II Goyon de Matignon, 1721-1757, petit-neveu de Léonor Ier.
- Jacques Le Febvre du Quesnoy, 1757-1764.
- Ange-François de Talaru de Chalmazel, 1725-1798, retiré en 1791, exilé en 1792, mort à Londres en 1798.

## Période révolutionnaire
- François Bécherel, 1791-1802, évêque constitutionnel de la Manche puis évêque concordataire de Valence en 1802

## Période concordataire
Le 15 août 1801, promulgation du Régime concordataire. Le diocèse est remodelé, correspondant désormais au département de la Manche.
- Claude-Louis Rousseau, 1802-1807, transféré à Orléans
- Pierre Dupont de Poursat, 1808-1835, mort en fonction
- Louis Robiou de La Tréhonnais, 1836-1852, démissionnaire en 1852
- Jacques-Louis Daniel, 1853-1854.

Le 12 juin 1854, par décret apostolique, le titre d'évêque d'Avranches (supprimé en 1801 à la suite du Concordat) a été restauré par Pie IX et conféré à tous les évêques de Coutances.
Voir évêques de Coutances-et-Avranches pour la suite.